# Янко, Пауль фон
Пауль фон Янко́ (венг. Paul von Jankó; 2 июня 1856, Тотис, Австро-Венгрия (ныне Тата, Венгрия) — 17 марта 1919,	Стамбул) — венгерский музыкальный изобретатель, сконструировавший одноимённую клавиатуру для фортепиано.

## Биография
Родился в семье управляющего имениями графа Эстергази, Михаила фон Янко. Учился в Венском политехникуме и одновременно в Венской консерватории (ученик Ганса Шмита, Франца Кренна и Антона Брукнера). Затем в 1881—1882 годах учился на математическом факультете Берлинского университета и частным образом занимался как пианист под руководством Генриха Эрлиха.
В 1882 году запатентовал первую версию своей оригинальной клавиатуры (нем. Janko-Klaviatur). Описал своё изобретение в серии публикаций: «Новая клавиатура» (нем. Eine neue Klaviatur; 1886), «Сообщения о клавиатуре Янко» (нем. Mitteilungen über die Janko-Klaviatur; 1889) и т. д. Знакомил со своим инструментом публику с 1886 года в концертных путешествиях. Учитель Янко Ганс Шмит издал этюды и прочее для новой клавиатуры, а несколько пианистов (в том числе Гизела Гульяш, Карл Вендлинг, Вилли Реберг) посвятили себя этой новой специальности.
Поскольку успех этого изобретения был не так велик, как ожидалось, в начале 1890-х гг. Янко поступил на государственную службу в компанию по производству табака (нем. Österreichische Tabakregie) и в 1892 году был направлен на работу в её представительство в Константинополе, с 1904 года возглавлял представительство.
Покончил с собой.

## Клавиатура Янко

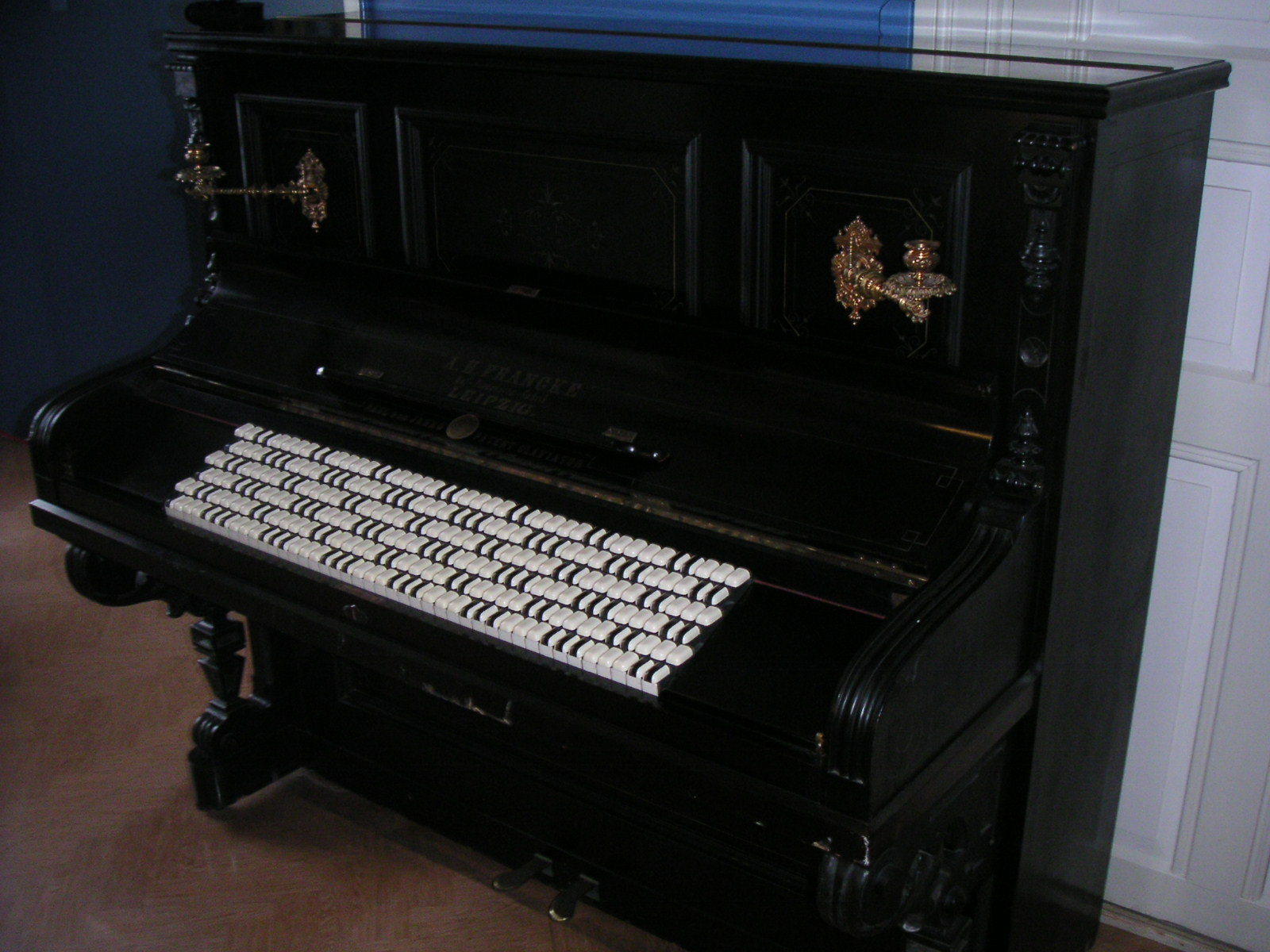
Клавиатура Янко

Клавиатура Янко состоит из шести рядов клавиш. Ряды расположены террассообразно друг над другом, являются представителями одной единственной хроматической гаммы. Верхние четыре ряда клавиш дают только другие места для взятия тонов двух нижних рядов (четыре верхних ряда повторяют два нижних); каждый рычаг представлен в трёх рядах одной клавишей. Фортепиано с клавиатурой Янко обладает некоторыми привлекательными свойствами, например, чтобы взять октаву, нужно растянуть руку всего на 5/7 обычного растяжения. Клавиатура Янко сокращает пролёт октавы почти на половину, позволяет производить некоторые эффекты, которые невозможны на традиционной клавиатуре (хроматическое глиссандо (гаммовый пассаж на белых клавишах; играется одним пальцем) одно- и многоголосное), позволяет переходить в другую тональность без смены аппликатуры.
Главным недостатком клавиатуры Янко является то, что на верхних рядах клавиш трудно играть.
Частично клавиатура Янко реализована на современных пятирядных кнопочных аккордеонах.

## Награды
- Медаль Эллиота Крессона (1893 год)